# Holcocephala vicina
Holcocephala vicina är en tvåvingeart som först beskrevs av Macquart 1838.  Holcocephala vicina ingår i släktet Holcocephala och familjen rovflugor. Inga underarter finns listade i Catalogue of Life.